# Batrisodes oro
Batrisodes oro är en skalbaggsart som beskrevs av Chandler 1983. Batrisodes oro ingår i släktet Batrisodes och familjen kortvingar. Inga underarter finns listade i Catalogue of Life.